# Biatlo nos Jogos Olímpicos de Inverno de 1984
O biatlo nos Jogos Olímpicos de Inverno de 1984 consistiu de três eventos, realizados em Sarajevo, na Iugoslávia.

## Medalhistas
| Evento                        | Ouro                                                                                 | Prata                                                            | Bronze                                                                         |
| ----------------------------- | ------------------------------------------------------------------------------------ | ---------------------------------------------------------------- | ------------------------------------------------------------------------------ |
| Velocidade 10 km detalhes     | Eirik Kvalfoss NOR Noruega                                                           | Peter Angerer FRG Alemanha Ocidental                             | Matthias Jacob GDR Alemanha Oriental                                           |
| Individual 20 km detalhes     | Peter Angerer FRG Alemanha Ocidental                                                 | Frank-Peter Roetsch GDR Alemanha Oriental                        | Eirik Kvalfoss NOR Noruega                                                     |
| Revezamento 4x7,5 km detalhes | Dmitri Vassiliev Yuri Kashkarov Algimantas Šalna Sergei Buligine URS União Soviética | Odd Lirhus Eirik Kvalfoss Rolf Storsveen Kjell Søbak NOR Noruega | Ernst Reiter Walter Pichler Peter Angerer Fritz Fischer FRG Alemanha Ocidental |

## Quadro de medalhas
| Ordem | País                   | Medalha de ouro | Medalha de prata | Medalha de bronze |   |
| ----- | ---------------------- | --------------- | ---------------- | ----------------- | - |
| 1     | FRG Alemanha Ocidental | 1               | 1                | 1                 | 3 |
| 1     | NOR Noruega            | 1               | 1                | 1                 | 3 |
| 3     | URS União Soviética    | 1               |                  |                   | 1 |
| 3     | GDR Alemanha Oriental  |                 | 1                | 1                 | 2 |
| TOTAL | TOTAL                  | 3               | 3                | 3                 | 9 |